# Вестонария (местный муниципалитет)
Вестонария (Westonaria) — местный муниципалитет в районе Уэст-Ранд провинции Гаутенг (ЮАР). В соответствии с данным переписи 2001 года, большинство населения местного муниципалитета говорит на языке коса.

## Обзор
Горнодобывающая промышленность представляет собой крупнейший сектор занятости в муниципалитете. Уровень безработицы составляет приблизительно 30 %. В 2007 году 34 % домашних хозяйств имели доступ к водопроводной воде в своих домах, что на 14 процентных пунктов больше, чем в 2001 году. Электроэнергия используется для освещения, приготовления пищи и отопления приблизительно в 65 % домашних хозяйств.

## Политика
Муниципальный совет состоит из тридцати одного члена, избираемого по смешанной избирательной системе. Шестнадцать членов совета избираются всеобщим голосованием в шестнадцати округах, а остальные пятнадцать выбираются из партийных списков, так что общее количество представителей партии пропорционально количеству полученных голосов. На выборах 18 мая 2011 года Африканский национальный конгресс (АНК) получил большинство в двадцать три места в совете.